# Macbeth (Sciarrino)
Macbeth ist eine Oper in drei „namenlosen“ Akten („tre atti senza nome“) von Salvatore Sciarrino (Musik und Libretto) nach der Tragödie Macbeth von William Shakespeare. Sie wurde am 6. Juni 2002 im Schlosstheater Schwetzingen uraufgeführt.

## Handlung
Die Oper besitzt keine im üblichen Sinne fortschreitende und nachvollziehbare Handlung, sondern schildert die düsteren Gefühle und Gedanken des Protagonisten. Die folgende Inhaltsangabe ist daher fragmentarisch und beschränkt sich auf die im Libretto angegebenen Dialoge und Regieanweisungen (kursiv).

### Erster Akt
Szene 1. Überreste einer Schlacht: durcheinander liegende Körper, in einem Halbkreis, kaum zu erkennen, nach und nach weitere Räume; Dunkelheit. Ein Sergeant berichtet dem schottischen König Duncan vom Verlauf der Schlacht gegen die Norweger. Obwohl das Endergebnis noch nicht fest steht, scheinen Duncans Feldherren Macbeth und Banquo den Sieg davongetragen zu haben. Duncan ernennt den besonders heldenmütigen Macbeth zum Lord von Cawdor, da sich der bisherige Träger dieses Titels als Verräter dem Feind angeschlossen hatte.
Szene 2. „Der Raum zeigt sein Fleisch“. Dunkelheit, aus der ein bläulicher Schein oder Nebel wie brennender Schwefel hervortritt. Stimmen verkünden dem maskierten Macbeth eine Zukunft als König. Lady Macbeth tritt mit derselben Maske wie ihr Mann auf. Beide rufen die Nacht herbei. Wie in einer Vision nähert sich Macbeth von hinten dem verhüllten König und reißt ihm die Maske ab. Duncan verschwindet. Im selben Augenblick erhebt sich eine Gestalt mit einem schwarzen Hahn und reißt diesem den Kopf ab. Das Bild verschwimmt in der Dunkelheit.
Szene 3. Das Durcheinander der Körper teilt den Raum kaum erkennbar auf. Macbeth trägt einem Diener auf, seine Herrin zu suchen. Er zieht einen im Dunkeln rot leuchtenden Dolch hervor und denkt über bevorstehende seine Tat nach. Eine Glocke läutet. Eine Hand greift nach dem Dolch, um das rituelle Oper eines Hahns auszuführen. Macbeth verschwindet zwischen den durcheinander liegenden Körpern.
Szene 4. Derselbe Ort. Nächtliche Stimmen wie Stöhnen, durch die Stille verstärkt, in der Ferne verzerrt. Nach dem Mord regt sich Macbeths Gewissen. Geräusche erschrecken ihn. Lady Macbeth versucht, ihn zu beruhigen. Sie nimmt ihm den blutigen Dolch ab, um ihn an den Gewändern der Diener abzuwischen.

### Zweiter Akt
Szene 1. Banquo und ein Junge unter einem Regen aus Zweigen: eingeschränkte Sicht, warm wie altes Elfenbein auf einem Himmel aus Emaille. Auf dem Boden eine Zither. Im Schatten der Vegetation beobachtet regungslos ein Zentaur. Auf dem nächtlichen Heimweg werden Banquo und sein Sohn Fleance von Schatten beunruhigt. Banquo zieht sein Schwert. Dolche leuchten auf.
Szene 2. Abgeschlossener Innenhof oder Salon mit mehreren Etagen von Loggien; darin leblose Gestalten. Die Perspektive ist auf schwindelerregende Weise von unten verkürzt, entwickelt sich aber horizontal zum Hintergrund weiter, wo sich die Decke befindet, sodass die Gegenwart der Protagonisten im Erdgeschoss – oder das Erscheinungsbild realer Personen in den Arkaden – ein starkes Gefühl des dimensionalen Ungleichgewichts vermittelt. Nächtliches Fest. Edelleute und Höflinge in einem absurden Gewirr von Körpern, aus dem die Darsteller heraustreten. Macbeth begrüßt seine Gäste zum Bankett. In Gedanken ist er noch immer bei dem Mord. Ein Auftragsmörder informiert ihn darüber, dass Banquo tot ist, sein Sohn aber entkommen konnte. Stimmen und eine Erscheinung von Banquos Geist regen Macbeth so auf, dass die Gäste beunruhigt sind. Lady Macbeth versucht vergeblich, sie zu beruhigen. Der Geist verkündet Macbeth, das ihn niemand schlagen könne, der von einer Frau geboren wurde. Die Stimmen verheißen, dass er nie besiegt werden könne, bis der Wald gegen ihn marschiert. Lady Macbeth schickt die Gäste fort.

### Dritter Akt
Szene 1. Derselbe Raum wie in der vorangegangenen Szene, jedoch mit umgekehrter perspektivischer Verkürzung; im Hintergrund ist der Boden von oben zu sehen. Die Balkone sind jetzt nahezu menschenleer. Die Lady scheint beim Zurückweichen sehr langsam ins Leere zu fallen, und der Fall dauert fast bis zum Ende der Szene an. Es ist Nacht. Geplagt von Stimmen versucht die wahnsinnig gewordene Lady Macbeth, Blut von ihren Händen abzuwaschen. Ihr Fall beschleunigt sich, bis sie im Hintergrund liegen bleibt.
Szene 2. Macbeth bereitet sich auf die bevorstehende Schlacht vor. Ein Diener informiert ihn über den Tod seiner Frau. Ein Soldat berichtet, dass sich der Wald in ihre Richtung zu bewegen scheint.
Szene 3. Überreste einer Schlacht: durcheinander liegende Körper. Dunkelheit. Der Sieger Macduff fordert Rechenschaft von Macbeth. Der will jedoch nicht mehr kämpfen. Während sie sprechen, erheben sich die Körper wie ein Wald. Es ist noch dunkler als im ersten Akt, und ein Schemen wie vom Vollmond überquert die Szene. In der Mitte tritt Macduff aus dem Schatten. Stimmen rufen Macduff zum neuen König aus. Analog zum Mord Macbeths an Duncan greift nun Macduff nach Macbeths Gesicht, reißt diesem die Maske ab und zieht sie an sein eigenes Gesicht. Der von einer schrecklichen Krankheit entstellte Macbeth und der Schemen verschmelzen zu einer einzigen Gestalt, die sich in den Schatten zurückzieht. Die Dunkelheit verschlingt alles.
„Congedo“ – Abschied. Die Schlussworte gehören dem Chor: „Keine Spur. Das Unaussprechliche ist zu Heilig, um es in Zeichen zu zerstreuen.“

## Gestaltung

### Orchester
Die Oper benötigt zwei Orchester mit den folgenden Instrumenten:
Orchester I (im Graben)
- Holzbläser: zwei Flöten (1. mit Kopfteil einer Flöte in G, 2. in G sowie Bassflöte), Englischhorn, Bassklarinette, Baritonsaxophon, Fagott
- Blechbläser: Horn, Trompete, Posaune
- Schlagzeug: Crotales, Güiro, Ratsche, Metallrohre, Schlitztrommel, Röhrenglocken, tiefe Pauke mit umgekehrt auf dem Fell angebrachtem Becken, Glocke mit Messingplatte und unbestimmtem Klang, Tamtam, große Trommel
- Celesta (fünf Oktaven)
- Streicher: Violine, Bratsche, Violoncello, Kontrabass

Orchester II (auf der Bühne)
- Holzbläser: Flöte, Oboe, Klarinette in B, Tenorsaxophon
- Blechbläser: Trompete
- Schlagzeug: Holzblock, baskische Schellentrommel, zwei Crotales, Ratsche, Platte aus rostfreiem Stahl (1 m × 2 m × 0,5), Pauken, Tamtam, große Trommel
- Klavier (Konzertausführung mit drei Pedalen)
- Streicher: Violine, Violoncello

Den Angaben beim IRCAM zufolge wird auch eine Harfe benötigt.

### Musik
Dem Macbeth-Stoff betrachtete Salvatore Sciarrino als eine sich ewig drehende „Spirale“ des Schreckens, die sämtliche Toten und Massaker der Menschheitsgeschichte beschreibt. Spiralenförmig ist daher bereits die einleitende Fanfare, aus der er seine für ihn typische komprimierte, geräuschhafte und detailreiche Klangsprache entwickelt. Der Rezensent der Neuen Zürcher Zeitung verglich diesen Stil mit „musikalische[m] Realismus“. Er vermeinte, „die Bewegung selber zu erleben, das Nervenrauschen, das Pulsieren des Blutes zu spüren“ und empfand den repetitiven Charakter des Vokalstils als geradezu hypnotisch. Das „Psychogramm des Bösen“ charakterisiert Sciarrino durch minimale Mittel. Albrecht Thiemann nannte in seiner Opernwelt-Rezension der Wuppertaler Aufführung exemplarisch eine „kurze, abbrechende Linie des Cellos; ein paar fahle, zerstäubende Töne von Horn und Posaune; hauchdünne Flageolett-Triller der Streicher; trockene Anblas- und Klappengeräusche der Holzbläser; flirrende, fragmentarische Texturen des Xylophons; ein dumpfes, nie genau lokalisierbares Grollen der Perkussion“.
Zum Auftritt von Banquos Geist (II:2) zitiert Sciarrino den Auftritt des Komturs aus Mozarts Don Giovanni und einige Takte aus Verdis Maskenball. Sciarrino schrieb dazu: „So werfen die Gräber der Musik wieder Mozart und Verdi aus.“

## Werkgeschichte
Salvatore Sciarrino komponierte seine Oper Macbeth abschnittsweise über einen Zeitraum von mehr als 25 Jahren. Sie trägt den Untertitel „Tre atti senza nome“ – „drei namenlose Akte“ und basiert auf der Tragödie Macbeth von William Shakespeare. Das Libretto schrieb Sciarrino selbst.
Die Uraufführung fand am 6. Juni 2002 im Schlosstheater Schwetzingen durch das Symphonieorchester des SWR Stuttgart unter der Leitung von Johannes Debus statt. Die Inszenierung stammte von Achim Freyer, die Kostüme von Am Freyer. Es handelte sich um eine Koproduktion der Schwetzinger Festspiele mit der Oper Frankfurt, dem Lincoln Center Festival und der Musica per Roma. In Schwetzingen sangen Annette Stricker (Lady Macbeth), Sonia Turchetta (Sergeant, Fleance, Auftragsmörder, Wachsoldat), Richard Zook (Banquo, Geist, Diener), Otto Katzameier (Macbeth) und Thomas Mehnert (Duncan, Höfling, Macduff). Die Inszenierung wurde im November 2002 als österreichische Erstaufführung unter der musikalischen Leitung von Sylvain Cambreling im Schauspielhaus Graz gezeigt. Die New Yorker Aufführungen fanden im Juli 2003 im John Jay College Theatre statt. Die Produktion wurde in der Kritikerumfrage der Zeitschrift Opernwelt zur „Uraufführung des Jahres“ gewählt.
Seitdem gab es bereits mehrere Neuproduktionen:
- 2004: Luzerner Theater – schweizerische Erstaufführung; Inszenierung: Reinhild Hoffmann, Bühne: Hugo Gretler, Kostüme: Sandra Münchow; Luzerner Sinfonieorchester, Dirigent: Johannes Debus; Anna Radziejewska (Lady Macbeth), Valery Tsarev (Banquo u. a.), Sorin Coliban (Macbeth), Woon-jo Choi (Duncan u. a.), Nina Amon.[5]
- 2006: Wuppertaler Bühnen im Schauspielhaus Wuppertal – Inszenierung und Bühne: Thomas Dreißigacker, Kostüme: Maria Roers; Dirigent: Evan Christ; Jennifer Arnold (Lady Macbeth), Stefanie Schaefer (Sergeant u. a.), Stephan Boving (Banquo u. a.), Ekkehard Abele (Macbeth), Assaf Levitin (Duncan u. a).[2]
- 2011: Kleines Haus des Staatstheaters Mainz – Inszenierung: Tatjana Gürbaca, Bühne: Stefan Heyne, Kostüme: Sigi Colpe; Dirigent: Clemens Heil; Katherine Marriott (Lady Macbeth), Almerija Delic (Sergeant u. a.), Christian Rathgeber (Banquo u. a.), Patrick Pobeschin (Macbeth), Kai Uwe Schöler (Duncan u. a).[11]
- 2011: Kollegienkirche Salzburg im Rahmen der Salzburger Festspiele – konzertant; Dirigent: Klangforum Wien, Vokalensemble NOVA, Dirigent: Evan Christ; Anna Radziejewska (Lady Macbeth), Sonia Turchetta (Sergeant u. a.), Richard Zook (Banquo u. a.), Otto Katzameier (Macbeth), Thomas Mehnert (Duncan u. a).[12] Von dieser Aufführung erschien ein Audio-Mitschnitt auf CD.[13]
- 2014: Staatsoper Unter den Linden Berlin – Inszenierung: Jürgen Flimm, Bühne: Magdalena Gut, Kostüme: Birgit Wentsch; Oper Lab Berlin, Dirigent: David Robert Coleman; Carola Höhn (Lady Macbeth), Katharina Kammerloher (Sergeant u. a.), Stephen Chambers (Banquo u. a.), Otto Katzameier (Macbeth), Timothy Sharp (Duncan u. a.).[14]

## Aufnahmen
- 16. Juni 2002 – Johannes Debus (Dirigent), Symphonie-Orchester des SWR Stuttgart.
 Annette Stricker (Lady Macbeth), Sonia Turchetta (Sergeant, Fleance, Auftragsmörder, Wachsoldat), Richard Zook (Banquo, Geist, Diener), Otto Katzameier (Macbeth), Thomas Mehnert (Duncan, Höfling, Macduff).
 Mitschnitt der Uraufführungsproduktion aus Schwetzingen.[8]
- 2011 – Evan Christ (Dirigent), Klangforum Wien, Vokalensemble NOVA.
 Anna Radziejewska (Lady Macbeth), Sonia Turchetta (Sergeant, Fleance, Auftragsmörder, Wachsoldat), Richard Zook (Banquo, Geist, Diener), Otto Katzameier (Macbeth), Thomas Mehnert (Duncan, Höfling, Macduff).
 Live, konzertant von den Salzburger Festspielen aus der Kollegienkirche in Salzburg.
 Col legno WWE 2CD 20404.[15]